# شارون تشان
شارون تشان (بالصينية: 陳敏之,) هي عارضة وممثلة صينية، ولدت في 17 يناير 1979 في هونغ كونغ في الصين.

## وصلات خارجية
- شارون تشان على موقع IMDb (الإنجليزية)
- شارون تشان على موقع ميوزك برينز (الإنجليزية)
- شارون تشان على موقع قاعدة بيانات الفيلم (الإنجليزية)